# Teledyne Technologies
Teledyne Technologies est une entreprise américaine spécialisée dans l'électronique et l'ingénierie.
Teledyne Technologies se classait en 2023 au 71e rang mondial pour la production d'armements.
Fin 2024, le groupe est constitué de 15 000 salariés

## Historique
En 2010, Teledyne vend Continental Motors à l'entreprise chinoise AVI International Holding Corporation pour la somme de 186 millions de dollars américains.
En décembre 2016, Teledyne Technologies annonce l'acquisition d'E2v pour 780 millions de dollars.
En janvier 2021, Teledyne Technologies annonce l'acquisition de FLIR Systems, spécialisée dans la production de caméras thermiques, pour 8 milliards de dollars.